# Történelem a Mass Effectben
A Mass Effect videójáték galaxisának fikciós (sci-fi) történelme olvasható itt, az emberi időszámítás évszámai szerint.

## Történelem az emberiség szemszögéből
2069 – Megalakul az első állandó emberi kolónia a Földön kívül. Ez az Armstrong Outpost a Luna (vagy ahogy mi ismerjük, a Hold) felszínén, egész pontosan a Shackleton kráterben. Az alapítás dátuma pontosan száz évvel követi az első holdra szállásét (1969. július 24.).
2103 – Megalakul az első emberi település egy másik bolygón: Lowell City a Mars felszínén.
2137 – Az Ashland Energy Corporation nevű cég megkezdi a kutatásokat a Szaturnusz felszínén: hélium-3 gázt próbálnak meg előállítani, ami később a Naprendszeren túli felfedezőutakon használt üzemanyag fő alapanyaga lesz.
2142 – Megkezdődik az első, a Naprendszeren kívüli űrállomás, a Gagarin Station építése, a Pluto keringési pályájától is távolabb. Az állomás hamar megkapja a Jump Zero becenevet, de a katonai jellegű kutatások miatt csak sejteni lehet, hogy itt zajlanak a – kudarcot vallott – fénysebesség feletti utazásokkal kapcsolatos kutatások.
2148 – Kutatók a Marson, Lowell Citytől nem messze egy ásatás során értelmes lények nyomaira, egy ládányi ősi technikai eszközre bukkannak. A később protiánoknak elnevezett lények által hátrahagyott leletek rövid idő alatt forradalmasítják az emberi technológiát.
2149 – A Föld 18 legnagyobb hatalmú állama egyesíti erejét a kutatásokban, és még ebben az évben megalakul a Rendszerek Szövetsége, ami azonnal az emberiség vezető tudományos és katonai alakzata lesz.
2149 – Még ugyanebben az évben tudósok felfedezik, hogy a Plútó rég ismert holdja, a Charon valójában egy jégpáncélba burkolt óriási protián berendezés, egy térugrást lehetővé tevő térköz relé (angolul mass relay).
2150 – Az első, katonákból és tudósokból álló csapat Jon Grissom vezetésével használja a relét, és feltérképezik az ezzel kapcsolatban álló többi bázist; felfedezik, hogy a térköz relék hálózatba vannak kötve.
2152 – A tömeghatás (mass effect) mezőkkel kapcsolatos földi vizsgálatok katasztrófához vezetnek, a Szövetség megkezdi az emberiség gyors terjeszkedésének előkészületeit. Az első Naprendszeren kívüli emberi világ a Demeter lesz.
2154 – Megszületik a későbbi Shepard parancsnok, az emberiség talán leghíresebb képviselője.
2155 – A második, az emberiség által meghódított bolygó az Arcturus, az e körül felépített űrállomás pedig a Szövetség főhadiszállása lesz. Készülve a más intelligens fajokkal való találkozás minden eshetőségére, a Szövetség sosem látott ütemben fejleszti katonai erejét.
2157 – Az emberiség találkozik az első idegen fajjal, a turiánokkal. Mivel a turiánok támadólag lépnek fel, kitör az Első Kapcsolat Háború, mely két hónapig tart. Mint később kiderül, a sokkal erősebb turiánokat a Fellegvár Tanács (angolul Citadel Council), a galaxis vezető politikai testülete vette rá a béketárgyalásokra.
2158 – Az emberiség megismerkedik a biotikával, az űrben lévő sötét energia manipulálásának képességével. A kutatások szerint az anyaméhben a nulladik elemnek– röviden: nullem (eezo) – kitett magzatok mintegy tíz százaléka lesz képes ezekre a manipulációkra.
2160 – A távoli szinte már elhagyatott Gagarin Station lesz a biotikusok vizsgálatának, nevelésének központja. Megkezdődik a biotikusok beültetésekkel történő erősítése – az első, kísérleti implantátumok rengeteg tehetség halálához vezetnek.
2165 – A térköz relé (mass relay) hálózatot használva az emberiség képviselői minden ismert intelligens fajjal felveszik a kapcsolatot, és 2165-ben a Fellegvár Tanács is elismeri őket: követséget hozhatnak létre a Fellegvárban. Az emberiségnek egyedül a batáriaiaknak nevezett fajjal vannak komolyabb nézeteltérései, hisz az űr egyazon területén, a Szkilliai Határvidéken próbálnak meg terjeszkedni.
2170 – Az emberek által lakott Mindoir kolóniát megtámadják és földig rombolják a batáriaiak.
2176 – A batáriaiak által pénzelt űrkalózok megtámadják az Elízium nevű emberi kolóniát is. A később Szkilliai Villámháborúnak elnevezett hadművelet nem sikeres: az emberi seregek visszaverik a támadókat.
2178 – A Szkilliai Villámháború miatt az emberiség ellentámadásba megy át: teljesen megsemmisítik a batáriai kalózok bázisát a Torfan bolygón. Mivel a Fellegvár nem ítéli el a támadásokat, a batáriaiak megszakítják a kapcsolatot a többi fajjal, és visszavonulást kezdeményeznek.
2183 – Elkészül a galaktikus viszonylatban is úttörően modern űrhajó, az SSV Normandy (Normandia), a turiánok közreműködésével. Tisztjei között ott van Shepard parancsnok is, de a hajó kapitánya a legendás David Anderson.

## Történelem a galaxis szemszögéből
I.e. 48000 – A ma már csak protiánokként ismert ősi, szuperfejlett faj minden ismert ok vagy nyom nélkül eltűnik a galaxisból. A mai régészek szerint bukásukat valami szörnyű, hirtelen jött kataklizma okozta, de senki nem tudja, hogy ez mi lehetett.
I. e. 580 – Az aszári faj rábukkan a protiánok technológiájára, így ők az első ismert faj a világban, akik képessé válnak a fénysebesség korlátainak elhagyására.
I. e. 575 – Az aszárik felfedezik a Fellegvár (angolul Citadel) névre keresztelt óriási, teljesen lakatlan űrállomást a galaxis egyik központi szegletében, és megkezdik az állomás betelepítését.
I. e. 520 – A szalariánok is felfedezik a térköz relé hálózatot, és ezen keresztül a Fellegvárat. A két faj találkozik, a kapcsolatfelvétel teljes békében zajlik.
I. e. 500 – Megalakul a Fellegvár Tanács, melyben az aszáriknak és a szalariánoknak jut kiemelt szerep. A Tanácsot a teljes galaxis vezetőjének szánják, és ez pár évvel később valósággá is válik. A Galaktikus Standard időszámítás ettől a ponttól számítódik.
I. e. 450 – A voluk nép is megérkezik a Fellegvárba, de annak ellenére sem kapnak szavazásra feljogosító szerepet, hogy az ő kereskedelmi rendszerük, érzékük segítségével sikerült elterjeszteni a közös galaktikus valutát.
I. e. 450-50 – A Fellegvár első virágzásának ideje: az aszárik és a szalariánok megkezdik a galaxis feltérképezését, az űrkorszakba jutott intelligens fajok egymás után nyitnak követséget a Fellegvárban.
10 – Mikor egy felfedezőcsapat megnyit egy, a protiánok által lezárt térköz relé útvonalat, megtörténik a kapcsolatfelvétel a rekninek (angolul rachni) elnevezett rovarszerű, kaptárgondolkodású idegen fajjal. A reknik azonnal megölik a felderítőket, és a nyitott térköz relén kiáramlanak, megkezdődik a Rekni Háború.
300 – Sikerül megnyerni a háborút, a szalariánok egy trükkjének köszönhetően: az agresszív, az űrkorszaktól még messze levő népet, a kroganokat kiemelik, és hadseregként vetik be a reknik ellen. Jutalomképpen a kroganok új bolygót kapnak a korábban atombombákkal saját maguk által majdnem megsemmisített anyavilág, a Tuchanka helyett.
500 – A kroganok az új otthonukban hihetetlen ütemű népesedésbe kezdenek, de agresszivitásuk nem csökken a civilizáció hatására sem. Az esetleges veszélyek felderítésére, megelőzésére a Fellegvár Tanács létrehozza a „Spectre”, magyarul FANTOM (Fellegvári Analitikai és Taktikai Osztag, Megbízott) ügynökséget, melynek különlegesen képzett tagjai rendkívül széles (gyakorlatilag törvények felett álló) jogkörrel vannak felruházva.
700 – Az egyre újabb és újabb bolygókat benépesítő kroganok problémája háborúba torkollik, mikor egyszerűen elfoglalják a Lusia nevű aszári bolygót is.
720 – A turián faj is megjelenik a galaxis színpadán. Mikor a kroganok több bolygójukat is nukleáris fegyverrel lakhatatlanná teszik, a Fellegvárhoz fordulnak védelemért. Ez végül egy, a szalarián tudósok által kidolgozott genetikus vírus, a reprogátló (angolul genophage) lesz, amelynek következtében a krogan nép szinte sterillé válik: körülbelül minden ezredik terhesség végződik élveszületéssel.
800 – A kroganok háborúja a népességük számának gyors csökkenése miatt lezárul.
900 – Az időközben a galaxis katonaságának, rendfenntartó erőinek vezetőjévé lett turián faj harmadikként bekerül a Fellegvár Tanácsba.
1900 – A kvarián faj (angolul quarian) intelligens személyi szolgákat hoz létre, ezek a geth névre keresztelt robotok. Mikor a gethek individuális gondolkodás, tanulás jeleit kezdik mutatni, a kvariánok megpróbálják megsemmisíteni őket. A magukra élőlényként tekintő gethek háborúba kezdenek, és le is győzik alkotóikat – de nem támadnak a többi népre, hanem visszavonulnak az űr ismeretlen régióiba, a Perseus Fátyol nevű csillagcsoport mögé. Az egész galaxisban a legsúlyosabban büntetendő cselekedet lesz a mesterséges intelligenciák kutatása, fejlesztése.
2157 – Az emberi faj megkezdi a térköz relé hálózat felderítését, amivel együtt jár egy addig lezárt útvonal megnyitása is. Mivel ez a Rekni Háború óta a legszigorúbban tiltott dolog, az emberek kirajzását rég figyelő turiánok lecsapnak. A két hónapig tartó háborút diplomáciai kapcsolatfelvétel, kölcsönös információcsere követi.
2165 – Az emberiség követséget hoz létre a Fellegvárban, és lehetőség támad az első emberi Spectre/Fantom kinevezésére is, de David Anderson, az emberiség elit N7-es osztagának katonája végül elbukik. A katona elbírálásában kulcsszerepe volt egy Saren nevű turian Fantomnak.
2183 – Megnyílik a második ilyen lehetőség az emberiség előtt, a kiválasztott ezúttal Shepard parancsnok, az elbírálás pedig egy Nihlus nevű turián, Saren régi ismerőse kezében van.